# William F. Sharpe
 (août 2022).
Pour les articles homonymes, voir William Sharpe et Sharpe.
William Forsyth Sharpe, né à Boston le 16 juin 1934, est un économiste américain, lauréat du Prix de la Banque de Suède. Spécialiste d'économie financière, il est l'un des auteurs à l'origine du modèle d'évaluation des actifs financiers. Il est à l'origine du ratio de Sharpe, qui lui permet de mesurer la rentabilité d'un portefeuille au regard du risque pris.

## Biographie
William Sharpe naît le 16 juin 1934 à Boston. Son père travaille dans la United States National Guard. Il étudie le commerce à l'université de Berkeley puis à l'université de Los Angeles. Il obtient une licence en 1955, un master en 1956, et son doctorat en 1961.
Une fois son master obtenu, Sharpe rejoint la RAND Corporation, où il effectue de la recherche. Il y commence à travailler dans le cadre de son doctorat.

## Hommages
Le Prix William F. Sharpe lui est dédié.